# Нифаново (Вологодская область)
Нифаново — деревня в Сокольском районе Вологодской области на реке Фофанга 1-я.
Входит в состав городского поселения город Кадников, с точки зрения административно-территориального деления — в Кадниковский сельсовет.
Расстояние по автодороге до районного центра Сокола — 27 км, до центра муниципального образования Кадникова — 15 км. Ближайшие населённые пункты — Морженга, Цибово, Пирогово.
По данным переписи в 2002 году постоянного населения не было.